# Kędzierzawce
Kędzierzawce (ukr. Кудирявці) – wieś na Ukrainie, w obwodzie lwowskim, w rejonie złoczowskim.
Do 2020 w rejonie buskim. 

## Położenie
Na podstawie Słownika geograficznego Królestwa Polskiego i innych krajów słowiańskich: Kędzierzawce to wieś w powiecie kamioneckim, 24 km na południowy wschód od Kamionki Strumiłowej i 10 km na południowy zachód od sądu powiatowego w Busku.